# Ліга націй з волейболу серед жінок
Ліга націй — щорічний турнір серед жіночих національних збірних, який проводить Міжнародна федерація волейболу. Розігрується з 2018 року замість Світового гран-прі. Відбірковим турніром є кубок претендентів. У перших шести розіграшах брали участь 16 команд, з 2025 року — 18. Такі ж змагання проводяться і для чоловічих команд.

## Призери
| Рік  | Переможець | 2-е місце | 3-є місце | Кількість учасників | Місце проведення фінального етапу |
| ---- | ---------- | --------- | --------- | ------------------- | --------------------------------- |
| 2018 | США        | Туреччина | КНР       | 16 (6)              | Нанкін                            |
| 2019 | США        | Бразилія  | КНР       | 16 (6)              | Нанкін                            |
| 2021 | США        | Бразилія  | Туреччина | 16 (4)              | Ріміні                            |
| 2022 | Італія     | Бразилія  | Сербія    | 16 (8)              | Анкара                            |
| 2023 | Туреччина  | КНР       | Польща    | 16 (8)              | Арлінгтон                         |
| 2024 | Італія     | Японія    | Польща    | 16 (8)              | Бангкок                           |
| 2025 | Італія     | Бразилія  | Польща    | 18 (8)              | Лодзь                             |

## Сумарні показники
| Місце               | Країна              | Золото | Срібло | Бронза | Загалом |
| ------------------- | ------------------- | ------ | ------ | ------ | ------- |
| 1                   | Італія              | 3      | 0      | 0      | 3       |
| 1                   | США                 | 3      | 0      | 0      | 3       |
| 3                   | Туреччина           | 1      | 1      | 1      | 3       |
| 4                   | Бразилія            | 0      | 4      | 0      | 4       |
| 5                   | КНР                 | 0      | 1      | 2      | 3       |
| 6                   | Японія              | 0      | 1      | 0      | 1       |
| 7                   | Польща              | 0      | 0      | 3      | 3       |
| 8                   | Сербія              | 0      | 0      | 1      | 1       |
| Загалом (8 збірних) | Загалом (8 збірних) | 7      | 7      | 7      | 21      |

## Найкращі волейболістки
Найкращими спортсменками на турнірах Ліги націй обирали:
- 2018:  Мішель Барч-Гаклі
- 2019:  Андреа Дрюс
- 2021:  Мішель Барч-Гаклі
- 2022:  Паола Егону
- 2023:  Мелісса Варгас
- 2024:  Паола Егону
- 2025:  Моніка Де Дженнаро

## Символічні збірні
| Рік  | Центральні блокувальниці                | Пасуюча         | Догравальні                          | Діагональна     | Ліберо               |
| ---- | --------------------------------------- | --------------- | ------------------------------------ | --------------- | -------------------- |
| 2018 | Теторі Діксон Еда Ердем                 | Джансу Озбай    | Мішель Барч-Гаклі Чжу Тін            | Тандара Кайшета | Суелен Пінту         |
| 2019 | Ана Беатріс Корреа Гейлі Вашингтон      | Макріс Карнейро | Габрієла Гімарайнш Лю Яньхань        | Ебрар Каракурт  | Меган Кортні         |
| 2021 | Еда Ердем Карол Гаттаз                  | Джордін Поултер | Мішель Барч-Гаклі Габрієла Гімарайнш | Тандара Кайшета | Джастін Вонг-Орантес |
| 2022 | Йована Стеванович Ана Кароліна да Сілва | Алессія Орро    | Катерина Босетті Габрієла Гімарайнш  | Паола Егону     | Моніка Де Дженнаро   |
| 2023 | Зехра Гюнеш Юань Сіньюе                 | Діао Лінью      | Лі Інін Мартина Лукасик              | Мелісса Варгас  | Гізем Орге           |
| 2024 | Агнешка Корнелюк Сара Фар               | Алессія Орро    | Саріна Кога Міріам Сілла             | Паола Егону     | Манамі Кодзіма       |
| 2025 | Агнешка Корнелюк Júlia Kudiess          | Алессія Орро    | Габрієла Гімарайнш Міріам Сілла      | Паола Егону     | Моніка Де Дженнаро   |